# Ostrożne
Ostrożne – wieś w Polsce położona w województwie podlaskim, w powiecie zambrowskim, w gminie Szumowo.
Wierni kościoła rzymskokatolickiego należą do parafii Najświętszej Maryi Panny Częstochowskiej w Szumowie.

## Historia
W latach 1921 – 1939 wieś leżała w województwie białostockim, w powiecie łomżyńskim, w gminie Szumowo.
Według Powszechnego Spisu Ludności z 1921 roku wieś zamieszkiwało 347 osób w 53 budynkach mieszkalnych. Miejscowość należała do parafii rzymskokatolickiej w Szumowie. Podlegała pod Sąd Grodzki w Zambrowie i Okręgowy w Łomży; właściwy urząd pocztowy mieścił się w Szumowie.
W wyniku napaści ZSRR na Polskę we wrześniu 1939 miejscowość znalazła się pod okupacją sowiecką. Od czerwca 1941 roku pod okupacją niemiecką. Od 22 lipca 1941 do 1945 włączona w skład Landkreis Lomscha, Bezirk Bialystok III Rzeszy. W pobliżu wsi przebiegała Linia Mołotowa (Zambrowski Rejon Umocniony). Do dziś zachowały się schrony, rozsiane w okolicznych lasach. W latach 1975–1998 miejscowość administracyjnie należała do województwa łomżyńskiego.

## Objawienia w Ostrożnem
30 lipca 1984 roku, w tym miejscu siostra Czesława Polak zobaczyła postać, w której rozpoznała Jezusa. W miejscu objawienia stanęła kaplica pod wezwaniem Matki Bożej Anielskiej. Z biegiem lat niewielka kapliczka stała się miejscem kultu.

W dniu 6. grudnia 1992 r. – w pierwszy piątek miesiąca – siostra Czesława widziała Matkę Bożą, zdążającą do kaplicy. W nocy we śnie usłyszała słowa Matki Bożej: „Ja – Matka Boska wskazuję drogę do kaplicy”. Na pamiątkę tego objawienia została postawiona przy kaplicy figura Niepokalanego Serca Maryi. Kościół katolicki nigdy nie potwierdził prawdziwości objawień, a w swoich oświadczeniach biskup łomżyński (do którego diecezji należy Ostrożne) zwracał uwagę, że Czesława Polak jest osobą świecką, nie siostrą zakonną. Publikacje na temat jej rzekomych objawień nigdy nie uzyskały imprimatur ze strony Kościoła

## Inne
Z miejscowości Ostrożne pochodzi Kazimierz Pękała, polski lekarz i polityk, poseł na Sejm I kadencji.